# Jacques Petitjean (résistant)
Cet article concerne le Compagnon de la Libération français. Pour l'organiste français du XVIIe siècle, voir Jacques Petitjean (organiste).
Pour les articles homonymes, voir Petitjean.
Jacques Petitjean, né le 25 mai 1918 à Thieffrans et mort le 25 mars 1991 à Besançon, est un militaire, résistant et fonctionnaire français, Compagnon de la Libération. 

## Biographie

### Jeunesse et formation
Enfant d'un couple de minotiers, Jacques Petitjean naît le 25 mai 1918 à Thieffrans, en Haute-Saône. Il débute des études de médecine avant d'être rattrapé par la mobilisation de 1939.

### Seconde Guerre mondiale
Affecté au 16e régiment d'artillerie divisionnaire de Clermont-Ferrand, il est détaché à l'école d'artillerie de Fontainebleau dont il suit la retraite vers Poitiers au cours de la bataille de France. Le 18 juin 1940, deux jours après avoir été promu aspirant, il prend connaissance de l'appel du général de Gaulle et décide de s'évader vers l'Angleterre. Le 23 juin, au Verdon-sur-Mer, il embarque sur le paquebot britannique Delius. Arrivé en Grande-Bretagne, au camp d'Aldershot, il s'engage dans les forces françaises libres (FFL) pour lesquelles il participe à l'organisation de l'artillerie.
Après avoir participé à l'expédition de Dakar en juin 1940 puis avoir séjourné quelque temps au Cameroun, il part pour l'Érythrée où il est engagé dans la campagne d'Afrique de l'Est au début de l'année 1941. En juin de cette même année, il se trouve au Levant pour la campagne de Syrie. Promu sous-lieutenant, il est affecté au 1er régiment d'artillerie FFL (1er RAFFL) du chef d'escadron Laurent-Champrosay avec lequel il participe à la guerre du désert.
Après la bataille de Bir Hakeim en mai et juin 1942 puis la seconde bataille d'El Alamein en octobre et novembre de la même année, il participe à la campagne de Tunisie au début de l'année 1943,. S'ensuit une période de repos et d'entraînement à l'issue de laquelle il débarque en Italie en avril 1944 avec la 1re division française libre (1re DFL) dont fait partie le 1er RAFFL. Pendant cette campagne d'Italie, il participe à la bataille du Garigliano. Il prend ensuite part au débarquement de Provence en accostant à Cavalaire le 16 août 1944 et est engagé dans la bataille de Toulon. Suivant l'avancée de la 1re DFL, il participe à la libération de la France jusqu'au Nord-Est où a lieu la bataille des Vosges. Au cours de celle-ci, Jacques Petitjean est détaché au 1er bataillon de légion en tant qu'officier de liaison d'artillerie. Face à la difficulté de régler des tirs d'artillerie dans une zone de forêt, il se porte lui-même au plus près des lignes ennemies afin d'y faire des relevés et regler efficacement les tirs. Le 23 janvier 1945, lors de la réduction de la poche de Colmar, il est blessé au bras. Rapidement rétabli, il rejoint son unité qui combat dans les Alpes-Maritimes. C'est là qu'il termine la guerre avec le grade de capitaine.

### Après-Guerre
Après le conflit, Jacques Petitjean se reconverti dans l'administration en suivant les cours de l'École nationale de la France d'outre-mer. Jusqu'en 1958, il effectue plusieurs séjours en Indochine comme chef de cabinet du général de Lattre de Tassigny et reprend brièvement du service en avril 1947, lorsqu'il remplace un chef de province tué dans une embuscade. En 1958, il est affecté à Quito, en Équateur, où il est conseiller aux affaires étrangères, fonction qu'il occupe ensuite en métropole à la Direction d'Orient du Quai d'Orsay. Parallèlement, il est président de la section Haute-Saône de l'Association des Français Libres.
Jacques Petitjean meurt le 25 mars 1991 à Besançon et est inhumé à Chassey-lès-Montbozon, dans son département natal.

## Décorations
|  |  |  |  |  |  |  |  |  |
|  |  |  |  |  |  |  |  |  |
|  |  |  |  |  |  |  |  |  |
|  |  |  |  |  |  |  |  |  |

| Officier de la Légion d'Honneur                                               | Officier de la Légion d'Honneur                                               | Officier de la Légion d'Honneur                                               | Compagnon de la Libération Par décret du 24 mars 1945 | Compagnon de la Libération Par décret du 24 mars 1945 | Compagnon de la Libération Par décret du 24 mars 1945 | Croix de guerre 1939-1945                                                                        | Croix de guerre 1939-1945                                                                        | Croix de guerre 1939-1945                                                                        |
| Croix de guerre des Théâtres d'opérations extérieurs Avec une palme de bronze | Croix de guerre des Théâtres d'opérations extérieurs Avec une palme de bronze | Croix de guerre des Théâtres d'opérations extérieurs Avec une palme de bronze | Médaille de la Résistance française                   | Médaille de la Résistance française                   | Médaille de la Résistance française                   | Médaille coloniale Avec agrafes "Érythrée", "Syrie", "Bir Hakeim", "Tunisie" et "Extrême-Orient" | Médaille coloniale Avec agrafes "Érythrée", "Syrie", "Bir Hakeim", "Tunisie" et "Extrême-Orient" | Médaille coloniale Avec agrafes "Érythrée", "Syrie", "Bir Hakeim", "Tunisie" et "Extrême-Orient" |
| Croix du combattant volontaire Avec agrafe "Guerre 1939-1945"                 | Croix du combattant volontaire Avec agrafe "Guerre 1939-1945"                 | Croix du combattant volontaire Avec agrafe "Guerre 1939-1945"                 | Croix du combattant volontaire de la Résistance       | Croix du combattant volontaire de la Résistance       | Croix du combattant volontaire de la Résistance       | Médaille commémorative des services volontaires dans la France libre                             | Médaille commémorative des services volontaires dans la France libre                             | Médaille commémorative des services volontaires dans la France libre                             |
| Silver Star États-Unis                                                        |                                                                               |                                                                               |                                                       |                                                       |                                                       |                                                                                                  |                                                                                                  |                                                                                                  |